# Classe Argos (1963)
Se procura a classe de navios homónima da Marinha Portuguesa, veja Classe Argos (1991).
A classe Argos foi uma classe de lanchas de fiscalização grandes (LGF), ao serviço da Marinha Portuguesa, entre 1963 e 1975.
As lanchas foram  construídas entre 1963 e 1965 no Arsenal do Alfeite, e nos Estaleiros Navais de Viana do Castelo.
As unidades desta classe foram baptizadas com o nome de constelações.
As Argos tiveram origem no Projeto de Lancha para Timor, resultante de um requisito da Capitania do Porto de Dili, para um tipo de lancha com capacidade para ser empregue na fiscalização das águas territoriais de Timor Português. Em virtude da Guerra do Ultramar, nenhuma das lanchas acabou por ir para Timor, sendo enviadas para África, onde foram empregues em operações militares.
A maioria delas foi transferida em 1975 para a República Popular de Angola, e as restantes afundadas ao largo da Guiné-Bissau no mesmo ano.
De notar que a Marinha Portuguesa voltou a utilizar o nome de Classe Argos para denominar uma nova classe de Lanchas de Fiscalização lançadas ao mar em 1991.

## Unidades
| Número de amura | Nome           | Aumento ao efetivo     | Estado                                                                                        |
| --------------- | -------------- | ---------------------- | --------------------------------------------------------------------------------------------- |
| P 372           | NRP Argos      | 14 de Junho de 1963    | Abatida em Luanda em 28 de Maio de 1975                                                       |
| P 374           | NRP Dragão     | 17 de Julho de 1963    | Abatida em Luanda em 28 de Maio de 1975                                                       |
| P 375           | NRP Escorpião  | 21 de Agosto de 1963   | Abatida em Luanda em 30 de Setembro de 1975                                                   |
| P 373           | NRP Cassiopeia | 13 de Janeiro de 1964  | Abatida em 7 de Setembro de 1974 e afundada em 21 Setembro 1974, 104 milhas a Oeste de Bissau |
| P 376           | NRP Hidra      | 11 de Abril de 1964    | Abatida em Luanda em 28 de Maio de 1975                                                       |
| P 379           | NRP Pegaso     | 16 de Outubro de 1963  | Abatida em Luanda a 4 de Outubro de 1975                                                      |
| P 361           | NRP Lira       | 19 de Junho de 1964    | Abatida em Luanda a 30 de Setembro de 1975                                                    |
| P 362           | NRP Orion      | 24 de Outubro de 1964  | Abatida em Luanda em 30 de Setembro de 1975                                                   |
| P 1130          | NRP Centauro   | 23 de Abril de 1965    | Abatida em Luanda em 30 Setembro de 1975                                                      |
| P 1131          | NRP Sagitário  | 04 de Setembro de 1965 | Abatida em 7 de Setembro de 1974 e afundada em 21 Setembro 1974, 104 milhas a Oeste de Bissau |